# Einstein@Home
Einstein@Home — проект добровольных вычислений на платформе BOINC по проверке гипотезы Эйнштейна о существовании гравитационных волн, которые были обнаружены 100 лет спустя (в сентябре 2015 года). В ходе выполнения проекта первоначальная цель была расширена: в настоящее время проект занимается также поиском пульсаров по данным радио- и гамма-телескопов. Проект стартовал в рамках Всемирного года физики 2005 и координируется Висконсинском университетом в Милуоки (Милуоки, США) и Институтом гравитационной физики Общества Макса Планка (Ганновер, Германия), руководитель — Брюс Аллен. С целью проверки гипотезы проводится составление атласа гравитационных волн, излучаемых быстро вращающимися неосесимметричными нейтронными звездами (пульсарами), качающимися (англ. wobbling star), аккрецирующими (англ. accreting star) и пульсирующими звездами (англ. oscillating star). Данные для анализа поступают с Лазерно-интерферометрической гравитационно-волновой обсерватории (LIGO) и GEO600. Кроме проверки общей теории относительности Эйнштейна и получения ответов на вопросы «Распространяются ли гравитационные волны со скоростью света?» и «Чем они отличаются от электромагнитных волн?», прямое обнаружение гравитационных волн будет также представлять собой важный новый астрономический инструмент (большинство нейтронных звезд не излучают в электромагнитном диапазоне и гравитационные детекторы способны привести к открытию целой серии ранее неизвестных нейтронных звезд). Наличие же экспериментальных доказательств отсутствия гравитационных волн известной амплитуды от известных источников поставит под сомнение саму общую теорию относительности и понимание сущности гравитации.
С марта 2009 года часть вычислительной мощности проекта используется для анализа данных, полученных консорциумом PALFA с радиотелескопа Обсерватории Аресибо (Пуэрто-Рико), на предмет поиска радиопульсаров в двойных звездных системах. В ходе анализа были обнаружены 2 новых ранее неизвестных радиопульсара — PSR J2007+2722 (2010) и PSR J1952+2630 (2011). Анализ данных радиотелескопа Обсерватория Паркс (Австралия) позволил открыть в 2011—2012 годах 23 ранее неизвестных радиопульсара. При обработке новой порции данных, полученных Обсерваторией Аресибо в 2011—2012 гг. с использованием широкополосного спектрометра «Mock», в 2011—2015 годах открыты 28 новых радиопульсаров. В 2013—2016 гг. в ходе анализа данных с гамма-телескопа GLAST были открыты 18 гамма-пульсаров. По состоянию на декабрь 2023 года Einstein@Home обнаружил 55 радиопульсаров и 39 гамма-пульсаров. Добровольцы, чьи компьютеры участвовали в открытии пульсаров, получают от организаторов проекта памятный сертификат.
Вычисления в рамках проекта стартовали на платформе BOINC в ноябре 2004 года. По состоянию на 15 декабря 2013 года в нём приняли участие 355 367 пользователей (2 471 906 компьютеров) из 222 стран, обеспечивая интегральную производительность порядка 1 петафлопс. Участвовать в проекте может любой человек, обладающий подключённым к Интернет компьютером. Для этого необходимо установить на него программу BOINC Manager и подключиться к проекту Einstein@home.

## Стратегия поиска[14][15]
Основной задачей расчетов является выделение полезного сигнала (интерференционной картины) из шума, который является следствием тепловых колебаний атомов в зеркалах, квантовой природы света, сейсмических движений земной коры или резонансных колебаний нитей, на которых подвешена оптика. Процесс обнаружения осложняется также влиянием вращения Земли вокруг Солнца и вокруг своей оси, в совокупности вызывающими сдвиг частоты сигнала из-за эффекта Доплера. При обработке данных выполняется согласованная фильтрация сигнала, требующая сопоставления зашумленного образца с эталонным, и производится сравнение десятичасовых отрезков наблюдений («сегментов») на интерферометре с теоретически предсказанной картиной, которую должны создавать гравитационные волны, идущие от вращающихся нейтронных звёзд, предположительно располагающихся на определенных участках небесной сферы. Подобные гравитационные волны являются непрерывными (англ. continuous-wave, CW), имеют постоянную амплитуду и являются квази-монохроматическими (имеют незначительное уменьшение частоты с течением времени). В ходе расчетов используется достаточно густая сетка (30 000 узлов), охватывающая все небо (предполагается, что пульсар может находиться в любой точке небесной сферы в узлах сетки), а также перебираются различные частоты и скорости их изменения (фактически производные от частоты).
При помощи оконного преобразования Фурье (англ. Short Fourier Transform, SFT) получасовые фрагменты данных с гравитационного телескопа разбиваются на набор из 2901 SFT-файла (каждый файл, обрабатываемый на машине пользователя, перекрывает частоту спектра в 0,8 Гц: 0,5 Гц полезных данных плюс боковые лепестки), что в совокупности покрывает диапазон частот от 50 до 1500,5 Гц. Помехи, создаваемые самим инструментом, по возможности удаляются (заменяются гауссовым белым шумом) по априорно известным линиям в спектре, специфичном для каждого из детекторов. В результате анализа на сервер проекта передается информация о возможных претендентах, выявленных в ходе вычислений с использованием критерия Фишера (шумы инструмента подчиняются нормальному распределению Гаусса, вычисленный критерий Фишера обладает распределением {\displaystyle \chi ^{2}} с четырьмя степенями свободы, а его параметр Нецентрированное распределение хи-квадрат пропорционален квадрату амплитуды гравитационной волны). Выбранные претенденты отвечают неравенству {\displaystyle 2F>25} (при использовании преобразования Хафа требования к кандидатам могут быть ослаблены до {\displaystyle 2F>5{,}2}). Описанная процедура выполняется для двух различных десятичасовых блоков данных, после чего производится сравнение результатов и отсев части из них, отличающихся более чем на 1 мГц по частоте и на 0,02 рад по позиции на небесной сфере. Затем результаты отправляются на сервер проекта для постобработки, которая заключается в проверке того, что для большинства наборов данных должны быть получены совпадающие результаты (при этом в некоторых случаях возможно обнаружение ложных кандидатов в пульсары из-за наличия шумов). Постобработка результатов выполняется на вычислительном кластере Atlas, расположенном в Институте имени Альберта Эйнштейна в Ганновере и содержащем 6720 процессорных ядер Xeon QC 32xx 2,4 ГГц (пиковая производительность — 52 терафлопс, реальная — 32,8 терафлопс).
Подобным образом могут быть проанализированы не только данные гравитационных детекторов, но и наблюдения в радио-, рентгеновском и гамма-диапазоне с обнаружением пульсаров соответствующих типов.

### Проект Albert@Home
17 августа 2011 года запущен проект Albert@Home, целью которого является тестирование новых версий расчетных приложений для проекта Einstein@home. 23 декабря 2011 года в проекте появились первые расчетные задания.

## Анализ данных гравитационных детекторов

### Эксперимент S3 (завершен)
Первые расчеты, произведенные с 22 февраля 2005 года по 2 августа 2005 года, были выполнены в рамках проекта в ходе анализа данных «третьего научного запуска» (S3) гравитационного телескопа LIGO. Были обработаны 60 записанных сегментов данных 4-километрового детектора LIGO в Хэнфорде длительностью 10 часов каждый. Каждый 10-часовой сегмент был проанализирован с использованием компьютеров добровольцев на предмет наличия сигналов гравитационных волн с использованием алгоритмов согласованной фильтрации. Затем результаты различных сегментов были объединены в ходе постобработки на серверах проекта с целью повышения чувствительности поиска и опубликованы.

### Эксперимент S4 (завершен)
Обработка данных набора S4 («четвертый научный запуск» LIGO) была начата 28 июня 2005 года (во время обработки данных предыдущего набора S3) и завершена в июле 2006 года. В ходе данного эксперимента были использованы 10 30-часовых сегментов данных с 4-километрового детектора LIGO в Хэнфорде и 7 30-часовых сегментов с 4-километрового детектора LIGO в Ливингстоне (штат Луизиана). Кроме того, что собранные с детекторов данные были более точными, была использована более точная схема объединения результатов расчетов в ходе постобработки. Результаты были опубликованы в журнале Physical Review.
С целью проверки алгоритмов обработки в экспериментальные данные возможно добавление аппаратных (англ. Hardware-Injected Signals) и программных (англ. Software Injections) возмущений, имитирующих присутствие в сигнале гравитационных волн. Для аппаратного источника при этом осуществляется физический сдвиг зеркал детектора, имитирующий прохождение гравитационной волны; программы основаны на программном изменении записанных данных. После съёма основных данных эксперимента S4 в сигнал были аппаратно добавлены возмущения от 10 гипотетических изолированных пульсаров. Из них в ходе обработки удалось обнаружить лишь 4 (сигналы от 4 оказались слишком слабыми на фоне шума, 2 других были идентифицированы неверно).
Проект привлек к себе повышенное внимание среди участников добровольных распределенных вычисления в марте 2006 года в связи с выходом оптимизированной версии расчетного модуля для анализа набора данных S4, разработанной участником проекта — венгерским программистом Акосом Фекете (англ. Akos Fekete). Фекете улучшил официальную версию приложения с использованием векторных расширений SSE, 3DNow! и SSE3 системы команд процессора, что привело к увеличению производительности проекта до 800 %. Позже он был приглашен для участия в разработке нового приложения S5. В июле 2006 года новое оптимизированное приложение стало широко распространено среди участников проекта, что приблизительно в 2 раза увеличило интегральную производительность проекта по сравнению с S4.

### Эксперименты S5Rn (завершен)
Анализ ранней порции данных «пятого научного запуска» (S5R1) с гравитационного телескопа LIGO, в ходе которого впервые была достигнута проектная чувствительность интерферометра, был начат 15 июня 2006 года. В ходе данного эксперимента по схожей с предыдущем экспериментом методике были проанализированы 22 сегмента по 30 часов каждый с 4-километрового детектора LIGO в Хэнфорде и 6 30-часовых сегментов 4-километрового детектора LIGO в Ливингстоне. Полученные результаты, также опубликованные в Physical Review, являются более точными (приблизительно в 3 раза) благодаря использованию большего объёма экспериментальных данных по сравнению с S4 (наиболее точные на момент публикации среди известных).
Вторая порция данных эксперимента S5[когда?] (S5R3) также несколько повышает чувствительность. Обработка данных эксперимента была завершена 25 сентября 2008 года. В отличие от предыдущих экспериментов, в данном используются результаты согласованной фильтрации 84 сегментов данных по 25 часов каждый с обоих гравитационных телескопов LIGO в Хэнфорде и Ливингстоне, объединяемые непосредственно на компьютерах участников с использованием преобразования Хафа.
С 13 января 2009 года по 30 октября 2009 года была произведена обработка данных эксперимента S5R5 (частотный диапазон до 1000 Гц). Статистически значимых сигналов гравитационных волн не обнаружено, приблизительно в 3 раза усилено ограничение на максимальную амплитуду гравитационной волны, которую способны засечь детекторы (на частоте 152,5 Гц оно составляет 7,6⋅10−25 м), максимальная дальность обнаружения излучающих гравитационные волны нейтронных звезд оценивается в 4 килопарсек (13000 световых лет) для звезды с эллиптичностью {\displaystyle \varepsilon =10^{-4}}.
В октябре 2009 года стартовало продолжение эксперимента (S5R6), в котором частотный диапазон был расширен до 1250 Гц. 

### Эксперименты S5GC1 и S5GC1HF (завершены)
7 мая 2010 года с использованием усовершенствованной методики (поиск глобальных корреляций в пространстве параметров с целью более эффективного комбинирования результатов различных сегментов) был запущен новый этап поиска (S5GC1), в ходе которого должны быть проанализированы 205 сегментов данных по 25 часов каждый с обоих гравитационных телескопов LIGO в Хэнфорде и Ливингстоне. 26 ноября 2010 года было объявлено о расширении анализируемого частотного диапазона от 1200 до 1500 Гц (S5GC1HF).

### Эксперименты S6Bucket, S6LV1, S6BucketLVE и S6CasA (завершены), S6BucketFU1UB (активен)
В мае 2011 года стартовал анализ новой порции данных (S6Bucket). 5 марта 2012 года было объявлено о реализации нового расчетного модуля и запуске соответствующего эксперимента (S6LV1, «LineVeto»). 14 января 2013 года запущен эксперимент S6BucketLVE. 17 июля 2013 года запущен эксперимент S6CasA, целью которого является «направленный» поиск гравитационных волн от направления, соответствующего сверхновой Кассиопея A.

## Анализ данных радио- и гамма-телескопов

### Эксперименты ABPx (завершены)
24 марта 2009 года было объявлено о том, что в рамках проекта начинается анализ данных консорциума PALFA из Обсерватории Аресибо в Пуэрто-Рико (ABPS, ABP1, ABP2). Обрабатываемые данные получены с использованием спектрометра WAPP (ширина принимаемого диапазона — 100 МГц, 256 каналов).
В ходе анализа данных, собранных в 2005—2007 гг., было открыто два ранее неизвестных радиопульсара.

### Эксперимент BRP3 (завершен)
26 ноября 2009 года было анонсировано приложение (BRP3) с поддержкой технологии CUDA для поиска двойных радиопульсаров в ходе обработки новой порции данных, полученных с радиотелескопа Обсерватория Паркс (англ. Parkes Multibeam Pulsar Survey, PMPS). Во время расчетов оно использует и CPU (выполнение основной части расчетов), и NVIDIA GPU (преобразование Фурье), что примерно в 20 раз уменьшает общее время расчета. В ходе анализа были открыты 23 новых радипульсара и переоткрыты более 100 известных, включая 8 миллисекундных пульсаров.

### Эксперименты FGRP1 (завершен), FGRP2, FGRP3 и FGRP4 (активны)
1 июня 2011 года было объявлено о запуске нового расчетного модуля (FGRP1) для анализа данных с телескопа GLAST, работающего в гамма-диапазоне. В конце 2012 года появились первые расчетные задания для эксперимента FGRP2, в ходе анализа которых в 2013 году открыты 4 гамма-пульсара. В январе 2014 года в рамках эксперимента FGRP3 реализован расчетный модуль для поиска гамма-пульсаров с использованием GPU. В 2015 году открыт 1 гамма-пульсар.

### Эксперименты BRP4 (завершен), BRP4G, BRP5 и BRP6 (PMPS XT) (активны)
21 июля 2011 года стартовал новый эксперимент (BRP4) для обработки свежей порции данных обсерватории Аресибо. Данные получены с использованием нового широкополосного спектрометра Jeff Mock (ширина принимаемого диапазона — 300 МГц, 1024 канала), названного по имени его создателя. При обработке заданий возможно использование технологии CUDA и OpenCL. В настоящее время в ходе обработки данных эксперимента открыты 24 и переоткрыты несколько десятков уже известных радиопульсаров. В 2013 году стартовал эксперимент BRP5, целью которого является подробное исследование рукава Персея на предмет поиска радиопульсаров. В феврале 2015 года стартовал эксперимент BRP6 (PMPS XT), целью которого является расширение области поиска радиопульсаров в сторону больших частот вращения.

## Научные достижения

Динамика открытия радиопульсаров в рамках проекта Einstein@home

### 2010 год
- 12 августа открыт одиночный радиопульсар PSR J2007+2722.

### 2011 год
Открыты 15 радиопульсаров (PSR J1952+2630 в двойной звёздной системе, PSR J1322-6321, PSR J1817-1937, PSR J1840-0644, PSR J1455-5922, PSR J1644-4409, PSR J1755-3331, PSR J1619-4202, PSR J1811-1047, PSR J1838-1848, PSR J1821-0325, PSR J1950+24, PSR J1952+25, PSR J1910+10, PSR J1907+05).

### 2012 год
Открыты 30 радиопульсаров (PSR J1913+10, PSR J1914+14, PSR J1922+11, PSR J2005+26, PSR J2005+26, PSR J1907+09, PSR J1913+11, PSR J1858+0319, PSR J1227-6210, PSR J1601-5023, PSR J1726-3156, PSR J1855+03, PSR J1857+0259, PSR J1901+0510, PSR J1851+02, PSR J1900+0439, PSR J1953+24, PSR J1305-66, PSR J1637-46, PSR J1652-48, PSR J1838-01, PSR J0811-38, PSR J1750-25, PSR J1858-07, PSR J1748-30, PSR J1626-44, PSR J1644-46, PSR J1908+0831, PSR J1903+06, PSR J1912+09).

### 2013 год
Открыт 1 радиопульсар (PSR J1859+03) и 4 гамма-пульсара (PSR J0554+3107, PSR J1422-6138, PSR J1522-5735, PSR J1932+1916).

### 2014 год
Открыт 1 радиопульсар (PSR J1910+07).

### 2015 год
Открыты 5 радиопульсаров (PSR J1948+28, PSR J1953+28, PSR J1955+29, PSR J1853+00, PSR J1853+0029) и 1 гамма-пульсар (PSR J1906+0722).

### 2016 год
Открыты 13 гамма-пульсаров (PSR J0002+6216, PSR J0359+5414, PSR J0631+0646, PSR J1057-5851, PSR J1105-6037, PSR J1350-6225, PSR J1528-5838, PSR J1623-5005, PSR J1624-4041, PSR J1650-4601, PSR J1827-1446, PSR J1844-0346, PSR J2017+3625)